# Szczep 23 Warszawskich Drużyn Harcerskich i Zuchowych „Pomarańczarnia”
23 Warszawska Drużyna Harcerska „Pomarańczarnia” im. Bolesława Chrobrego (obecnie Szczep 23 Warszawskich Drużyn Harcerskich i Zuchowych „Pomarańczarnia” im. Krzysztofa Kamila Baczyńskiego) – warszawski szczep drużyn harcerskich związany z Gimnazjum i Liceum im. Stefana Batorego. Współcześnie działa w ramach dwóch organizacji harcerskich: Związku Harcerstwa Polskiego i Związku Harcerstwa Rzeczypospolitej.
Pomarańczarnia należy do Unii Najstarszych Drużyn Harcerskich Rzeczypospolitej.

## Nazwa
Pierwotnie nazwa odnosząca się do 23 Warszawskiej Drużyny Harcerzy działającej w przedwojennym warszawskim Gimnazjum im. Stefana Batorego, jednej z najstarszych drużyn harcerskich w Warszawie; od tej drużyny (przed wojną była to tylko drużyna męska) wywodzi się dziś całe środowisko harcerskie „Pomarańczarni”. Nazwa „Pomarańczarnia” datuje się od lipca 1929 roku, kiedy drużyna w czasie obozu nad Jez. Lusowskim koło Poznania przyjęła pomarańczowy kolor chust. Wcześniej drużyna używała czarnych chust. Kolor ten pozostał do dziś kolorem pomocniczym.

## Historia

### Dwudziestolecie międzywojenne

#### 1920–1924

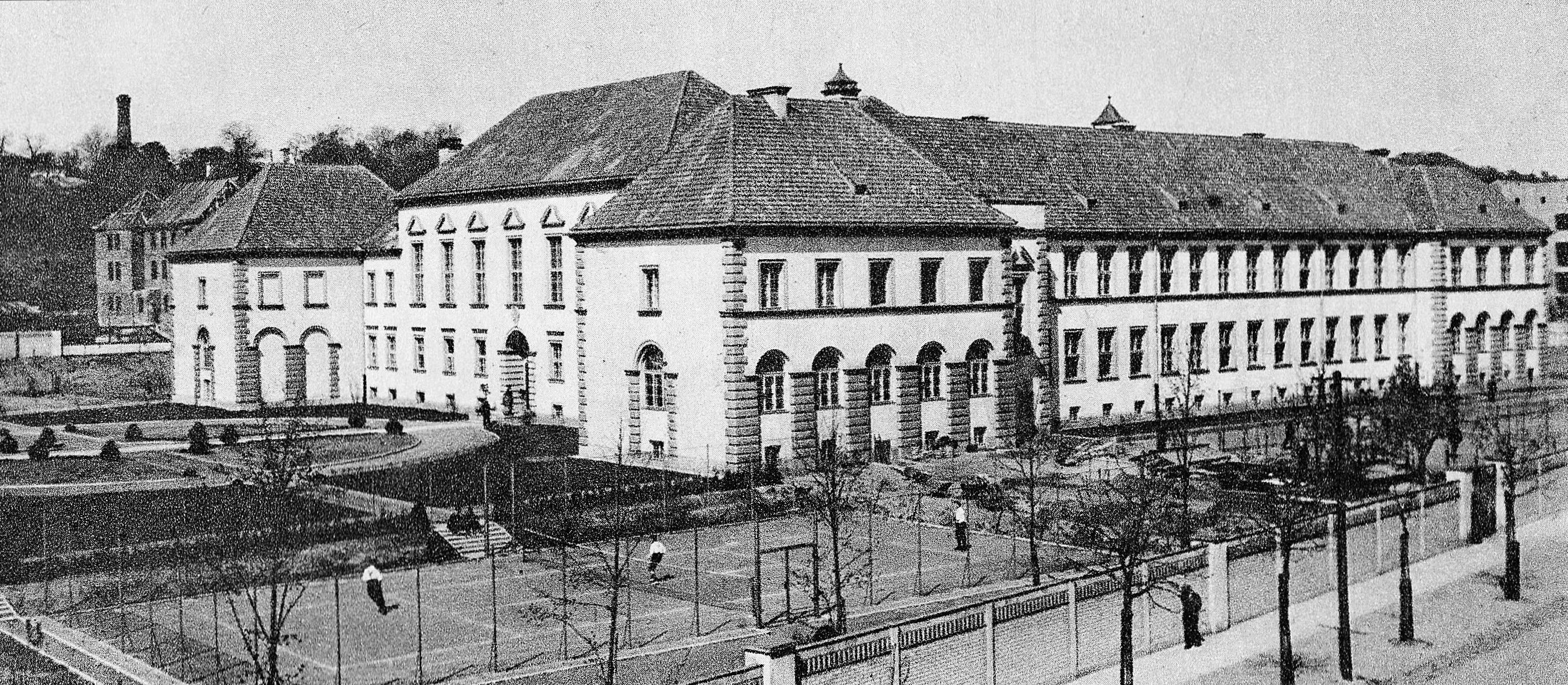
Gmach Państwowego Gimnazjum im. Stefana Batorego (1927)

Drużyna harcerska w Gimnazjum im. Stefana Batorego założona została w listopadzie 1920 przez Andrzeja Starzyńskiego, instruktora harcerskiego i nauczyciela gimnastyki. Funkcję przybocznego objął uczeń gimnazjum Lucjan Piętka, który był już wcześniej harcerzem w innej drużynie. Początkowo, w latach 1920-1923 drużyna nosiła numer 36. Patronem drużyny był Bolesław I Chrobry. Działalność w początkowych latach nie była intensywna. W 1922 odbył się pierwszy obóz drużyny w leśniczówce Kiełpiński Most w Borach Tucholskich. Po odejściu ze szkoły Andrzeja Starzyńskiego w 1923 funkcję drużynowego objął Leszek Dulęba. W 1924 drużyna na krótko zaprzestała działalności, co wywołane było przede wszystkim działaniami ówczesnego, niechętnego harcerstwu dyrektora Gimnazjum im. Stefana Batorego, Zdzisława Rudzkiego (bezpośrednim powodem był brak zgody dyrektora Rudzkiego na uczestnictwo harcerzy drużyny w Zlocie ZHP na Siekierkach i jamboree skautowym w Danii).

#### 1925–1939
W wyniku starań Jerzego Hryniewieckiego, wspieranego przez Leszka Dulębę i Stanisława Herbsta, drużyna została reaktywowana w maju 1925, otrzymując numer 23, przy zachowaniu dotychczasowego patrona. W działaniach drużyny nastąpił okres powolnego wzrostu. Głównymi akcjami drużyny w czasie wakacji były obozy wędrowne, praca śródroczna utrzymywała się na średnim poziomie. Do grona funkcyjnych należeli m.in. Stanisław Werner i Stanisław Lewicki. Harcerzami drużyny byli w owym okresie m.in. Mirosław Ostromęcki, Władysław Pożaryski, Edward Szpilrajn i Witold Lutosławski. Pod koniec lat dwudziestych nastąpił skokowy wzrost liczebności drużyny i poziomu pracy harcerskiej. Było to związane z ogólnym rozwojem działalności ZHP w owym okresie; okolicznościami sprzyjającymi było odejście z Gimnazjum Batorego dyr. Rudzkiego i jednoczesny wzrost poparcia dla harcerstwa ze strony rodziców harcerzy, wyrażający się m.in. w utworzeniu w 1930 KPH; nie bez znaczenia była też zmiana na funkcji drużynowego.
Od 1927 do 1932 funkcję drużynowego pełnił phm. Leszek Górski „Szupka”, tak jak i jego poprzednik Andrzej Starzyński będący nauczycielem gimnastyki w Gimnazjum Batorego. Przełomowym rokiem dla działalności drużyny był rok 1929. Odbyto pierwszy od 1923 obóz stały, zorganizowany nad jez. Lusowskim koło Poznania, w majątku gen. Dowbór-Muśnickiego (t.zw. obóz w Batorowie). Na obozie przyjęto pomarańczową barwę (przy utrzymaniu dotychczasowej barwy czarnej jako pomocniczej) i wprowadzono do umundurowania chusty w kolorze pomarańczowym. Bezpośrednio po obozie, w lipcu 1929 drużyna wzięła udział w II Zlocie Narodowym Harcerzy w Poznaniu (od udziału w tym Zlocie datuje się nazwa „Pomarańczarnia”), a następnie jeden zastęp drużyny kierowany przez Witolda Wernera udał się na III Światowe Jamboree Skautowe odbywające się w Birkenhead w Anglii. Do drużyny należało wówczas około 120 harcerzy. Działalność śródroczna była intensywna, co roku organizowano także obozy letnie i zimowiska. W maju 1931 odbyła się uroczystość poświęcenia sztandaru, ufundowanego staraniem harcerzy oraz KPH. Poświęcenia sztandaru dokonał kapelan i były przewodniczący ZHP ks. hm. Jan Mauersberger, który następnie wraz z komendantem chorągwi hm. Władysławem Ludwigiem dokonał jego wręczenia na ręce drużynowego. Po odejściu z funkcji drużynowego Leszka Górskiego „Pomarańczanią” kierował tymczasowo Antoni Zieliński.
Od 1932 do 1937 drużyną kierował hm. Władysław Olędzki „Papa”, także nauczyciel w gimnazjum Batorego, wspierany w późniejszym okresie przez instruktorów – wychowanków 23 WDH, phm. Władysława Zozulińskiego i phm. Lechosława Zielińskiego; w latach 1937 i 1938 kolejno kierowali oni drużyną po odejściu Władysława Olędzkiego. Do starszyzny drużyny należeli także Leszek Dąbrowski, Janusz Siedlecki, Tadeusz Szlenkier i Edward Loth. Rozwój liczebny drużyny w połowie lat trzydziestych spowodował konieczność utworzenia w październiku 1936 Gniazda 23 WDH, przekształconego następnie (1938), po konflikcie z komendą Hufca Warszawa-Śródmieście, w Szczep 23 WDH. Utworzono drużyny specjalistyczne oraz gromadę zuchową. Część instruktorów prowadziła także pracę w środowisku młodszoharcerskim, przede wszystkim w szkole powszechnej nr 29 przy ul. Zagórnej 9 (m.in. Andrzej Bogusławski, Jan Bytnar „Rudy”). Przy Szczepie intensywnie działało KPH; jego kolejnymi przewodniczącymi byli prof. Wacław Werner, prof. Andrzej Tretiak i dr Edward Świderski. Lata trzydzieste to okres rozwoju działalności o profilu wodnym, głównie kajakarskim, pod kierownictwem m.in. phm. Zbigniewa Makowieckiego. Intensywna była także działalność o profilu radiowo-krótkofalarskim, prowadzona m.in. przez phm. Andrzeja Próchnickiego „Boba”, jednego z najbardziej popularnych i lubianych wśród harcerzy drużynowych Pomarańczarni. Podstawowy profil „topograficzny” reprezentowała drużyna kierowana przez phm. Stanisława Prowansa, a następnie, jako drużyna „starsza”, przez phm. Jana Lukasa i Tadeusza Zawadzkiego. Drużynę „przygotowawczą” dla młodszych harcerzy prowadził phm. Jan Jacek Kuna, a następnie hm. Jerzy Kozłowski.
W drugiej połowie lat trzydziestych „Pomarańczarnia” regularnie wydawała czasopismo „Gniazdo” (redaktorzy: Ryszard Pomirowski i Juliusz Demel). Bogata była także pozostała działalność kulturalna, m.in. wystawiano własną operę „La Scautia”, muzykę do której skomponował Witold Lutosławski, w drugiej połowie lat dwudziestych harcerz Pomarańczarni i uczestnik obozów wędrownych. Nieoficjalnym hymnem drużyny była pieśń „Cała Warszawa Dwudziestą Trzecią zna” do słów Stanisława Grocholskiego.
Część instruktorów i starszych harcerzy Pomarańczarni działała w innych drużynach harcerskich (często równocześnie z przynależnością do 23 WDH). Pewna liczba instruktorów i harcerzy należała także do utworzonego w 1932 Kręgu Św. Jerzego, który grupował osoby i środowiska zbliżone do Narodowej Demokracji. Instruktorzy wywodzący się z 23 WDH byli hufcowymi Pragi (Zdzisław Domoradzki), Woli (Antoni Zieliński) i Powiśla (Drewnowski), a phm. Andrzej Próchnicki, kontynuując pracę instruktorską w „Pomarańczarni”, pełnił funkcję namiestnika skautowego hufca Warszawa-Śródmieście.
Obóz nad rzeką Horyń w Nowym Uroczysku koło Janowej Doliny, w którym wzięło udział ponad 150 harcerzy, to okres największego rozwoju liczebnego drużyny. „Pomarańczarnia” wygrała wtedy obozowe współzawodnictwo z 16 WDH. Istniało także już wtedy silne środowisko przyjaciół drużyny, wywodzących się z byłych, lub aktywnych w innych środowiskach i niedziałających już w drużynie harcerzy i instruktorów Pomarańczarni. Środowisko to pod kierownictwem hm. Antoniego Zielińskiego, który ówcześnie pełnił funkcję hufcowego hufca Warszawa-Wola, zorganizowało w trakcie obozu własny spływ kajakowy. Pod koniec 1938 r. nastąpiła kolejna reorganizacja „Pomarańczarni”, w ramach której utworzono dwie drużyny, a stanowisko Komendanta Szczepu objął hm. Lechosław Domański „Zeus”, zastępując na tej funkcji phm. Lechosława Zielińskiego.

### II wojna światowa

#### Kampania wrześniowa
6 września 1939 część instruktorów i harcerzy 23 WDH wraz z licznymi instruktorami i harcerzami innych środowisk sformowała pod dowództwem hm. Lechosława Domańskiego tzw. harcerski batalion marszowy i opuściła Warszawę na apel płk. Umiastowskiego. 17 września batalion dotarł do Bugu i wobec inwazji sowieckiej został rozwiązany; jego członkowie w mniejszych grupach wracali do Warszawy. W czasie postoju w Chełmie Lechosław Domański zarządził podjęcie – po powrocie do Warszawy – działań konspiracyjnych w celu prowadzenia walki z okupantem.
W związku z wybuchem wojny niektórzy instruktorzy, byli instruktorzy i harcerze powołani zostali do wojska. Po walkach kampanii wrześniowej do niewoli niemieckiej dostali się m.in. Zbigniew Makowiecki i Jerzy Hryniewiecki, a także Andrzej Próchnicki (który zbiegł następnie z niewoli i w marcu 1940 przez Węgry dostał się do Francji). W czasie próby przedostania się na Zachód został schwytany i trafił następnie do łagru sowieckiego przyboczny 23 WDH Tadeusz Szlenkier. Pod Kaletami koło Sejn, w walkach z nacierającą w kierunku granicy litewskiej armią sowiecką, poległ były harcerz 23 WDH, Wacław Sieczkowski, oficer w 103 Pułku Szwoleżerów. 25 września 1939 w czasie bombardowania stolicy zginął także jeden z harcerzy drużyny młodszej, Jerzy Ambrożewicz.

#### Konspiracja
Na spotkaniu odbytym w Warszawie w listopadzie 1939 grono instruktorów i starszych harcerzy 23 WDH podjęło decyzję o kontynuacji działalności w podziemiu oraz o uformowaniu podziemnej drużyny harcerskiej (pod kierownictwem Jerzego Kozłowskiego i Mirona Zachert-Okrzanowskiego) oraz kręgu starszoharcerskiego (pod kierownictwem Tadeusza Zawadzkiego, a później Andrzeja Długoszowskiego). Poszukiwano kontaktów z organizacjami podziemnymi, m.in. Tadeusz Zawadzki przystąpił wraz z gronem harcerzy i instruktorów do działania w ramach Polskiej Ludowej Akcji Niepodległościowej; po jej opuszczeniu na przełomie 1939/40 włączyli się w struktury ZWZ i Szarych Szeregów. Z kręgu starszoharcerskiego, od 1941 nazywanego I Wojenną Pomarańczarnią, wywodziło się wielu instruktorów Szarych Szeregów i żołnierzy Grup Szturmowych, m.in. Batalionu „Zośka”. Harcerzami „Pomarańczarni” byli najsłynniejsi później w powszechnej opinii bohaterowie Szarych Szeregów Tadeusz Zawadzki, Jan Bytnar i Aleksy Dawidowski (por. Akcja pod Arsenałem). Szeroka popularność historii wojennej Pomarańczarni, jej czołowych postaci i ich losów, wynikała z faktu, że akcje bojowe jej harcerzy opisane zostały w połowie 1943 przez Aleksandra Kamińskiego w Kamieniach na szaniec.
Część funkcyjnych 23 WDH, m.in. Jędrzej Augustyński, Tomasz Tretiak i Bohdan Świderski, zbliżeni przed wojną do środowisk narodowych, w tym starszoharcerskiego Kręgu Św. Jerzego, kontynuowali pracę harcerską i konspiracyjną poza Szarymi Szeregami, w ramach Hufców Polskich. Spośród drużynowych, wyższych funkcyjnych i instruktorów 23 WDH w czasie okupacji niemieckiej zginęli m.in. phm. Lechosław Zieliński (na jesieni 1940 w niemieckim obozie koncentracyjnym Auschwitz), phm. Jacek Tabęcki (w 1942, także w niemieckim obozie koncentracyjnym Auschwitz), phm. Jan Bytnar (zmarł 30 marca 1943 w wyniku obrażeń odniesionych w czasie przesłuchania przez Gestapo), phm. Aleksy Dawidowski (zmarł 30 marca 1943 w wyniku ran odniesionych w czasie Akcja pod Arsenałem), hm. Tadeusz Zawadzki (poległ w czasie akcji pod Sieczychami 20 sierpnia 1943), phm. Miron Zachert-Okrzanowski (rozstrzelany przez Niemców w więzieniu w Mińsku w nocy z 5 na 6 lutego 1943; działał na Białorusi w ramach akcji „Wachlarz”). W 1943 we Lwowie zginął rozstrzelany phm. Wojciech Michalski, który udał się tam z zadaniem wspomożenia lokalnej organizacji Szarych Szeregów. W 1944 rozstrzelany przez Niemców w Warszawie został także zasłużony dla drużyny przewodniczący KPH, prof. Andrzej Tretiak. Z rąk sowieckich na wschodzie zginęli hm. Lechosław Domański (zamordowany przez NKWD w 1940 w Lidzie), phm. Jan Lukas, drużynowy zuchowy phm. Marian Łobzowski, a także hm. Leszek Górski. Tadeusz Szlenkier przeżył pobyt w obozie pracy w Ust-Uchcie na Syberii i wraz z Armią Andersa przedostał się do Wielkiej Brytanii, gdzie następnie wstąpił do polskiego lotnictwa.

#### Powstanie warszawskie
W powstaniu warszawskim poległo ponad 50 harcerzy i instruktorów Pomarańczarni, m.in. Andrzej Długoszowski, Jan Lenart, Jan Jacek Kuna, Jędrzej Augustyński, Bohdan Świderski, Jan Wuttke, Tadeusz Wuttke, Ryszard Załęski, Jerzy Nowowiejski, Andrzej Zawadowski, Tomasz Tretiak, Jerzy Wierusz-Kowalski, Leszek Feliński, Karol Gerstman i Jerzy Golnik.
4 sierpnia 1944 na Placu Teatralnym poległ także Krzysztof Kamil Baczyński, późniejszy patron 23 WDH, harcerz przedwojennej (w latach 1934-1935) i wojennej Pomarańczarni, żołnierz Batalionu Parasol, jeden z czołowych poetów swojego pokolenia. Po upadku powstania, w Skierniewicach, został przez Niemców aresztowany i rozstrzelany hm. Władysław Olędzki, w czasie powstania warszawskiego szef powstańczej Poczty Harcerskiej w Śródmieściu. W powstaniu warszawskim Pomarańczarnia straciła także swój sztandar, który w czasie okupacji przechowywany był przy ulicy Lwowskiej 9, w piwnicy domu, w którym mieszkał hm. Jerzy Kozłowski. Powstanie warszawskie przeżyli m.in. phm. Michał Glinka, porucznik w 3 kompanii Batalionu Zośka i późniejszy drużynowy Pomarańczarni, Jan Rodowicz ps. Anoda, także w batalionie Zośka, jeden z najmłodszych powstańców, powojenny przyboczny 23 WDH Jerzy Świderski, walczący w Powstaniu późniejszy drużynowy 23 WDH phm. Leszek Kołacz (przed 1945 będący harcerzem w innej drużynie), a także phm. Władysław Zozuliński, były komendant Gniazda, walczący na Czerniakowie, poza oddziałami harcerskimi.

#### Harcerze Pomarańczarni na frontach II wojny światowej
Pewna liczba harcerzy Pomarańczarni włączyła się w wysiłek Polskich Sił Zbrojnych na Zachodzie. Należeli do nich m.in. phm. Andrzej Próchnicki, pilot w 315 Dywizjonie RAF (poległ w walce powietrznej z myśliwcami niemieckimi w rejonie Amiens 19 sierpnia 1943), pilot w 308 Dywizjonie Tadeusz Szlenkier (po wojnie konstruktor lotniczy w biurze konstrukcyjnym Airbusa), nawigator w 300 Dywizjonie Ryszard Bychowski (poległ w trakcie wyprawy bombowej na Niemcy 23 maja 1944), służący w Polskiej Marynarce Wojennej oficer sygnałowy na niszczycielu ORP „Orkan” ppor. mar. Leopold Daab (poległ na północnym Atlantyku przy zatonięciu okrętu 8 października 1943), a także dwaj żołnierze 1 Dywizji Pancernej gen. Maczka, późniejszy emigracyjny dziennikarz i literat Konstanty „Kot” Jeleński oraz Andrzej Bogusławski, cichociemny zrzucony następnie do kraju w 1944. Z kolei w 1942 w czasie próby przedostania się na Zachód został w Rumunii schwytany i przebywał tam przez dwa lata w więzieniu przedwojenny redaktor „Gniazda” Juliusz Demel, późniejszy profesor historii. W szeregach 2 Dywizji Piechoty I Armii Wojska Polskiego znalazł się, i uczestniczył m.in. w walkach o zdobycie Wału Pomorskiego, Zbigniew Flisowski, późniejszy literat i dziennikarz, autor książek o wojnach morskich i o drugiej wojnie światowej.

### Okres powojenny – pierwsze lata

#### 1945–1949
Drużyna rozpoczęła na nowo swą działalność w kwietniu 1945, krótko po wznowieniu w Gimnazjum Batorego zajęć lekcyjnych. Pierwszym drużynowym był phm. Leszek Kołacz, przed wojną harcerz w innej drużynie, żołnierz AK i uczestnik powstania warszawskiego. We wrześniu 1945 drużynę objął phm. Michał Glinka, harcerz 23 WDH z lat przedwojennych oraz wojennej Pomarańczarni, oficer Batalionu Zośka. Pod kierownictwem Michała Glinki nastąpił rozkwit działalności drużyny, co związane było nie tylko z ówczesną falą popularności harcerstwa i legendą wojennej Pomarańczarni, ale także z ogromnym autorytetem drużynowego. W kwietniu 1946 w Szczecinie drużyna wzięła udział w ogólnopolskim zlocie młodzieży pod hasłem „Trzymamy straż nad Odrą”; w czasie zlotu doszło do demonstracji niezadowolenia młodzieży z polityki władz komunistycznych (harcerze m.in. wygwizdali prezydenta Bolesława Bieruta, który z tego powodu zrezygnował z wygłoszenia przemówienia).
Począwszy od lata 1945 co roku odbywały się obozy letnie i zimowiska narciarskie. Do kadry instruktorskiej owego okresu należeli m.in. Władysław Traczyk, Michał Gutt, Stanisław Brzeziński, Andrzej Brenneisen, Jacek Biłowicki, Jerzy Świderski i Andrzej Rudnicki, a także przedwojenny instruktor 23 WDH phm. Kazimierz Sułowski. Harcerzem 23 WDH był wtedy m.in. Andrzej Glass, późniejszy harcmistrz i członek Naczelnictwa ZHR (w latach 2006-2008).
W 1947 roku funkcję drużynowego objął phm. Lech Dzikiewicz, poprzednio drużynowy 27 KDH im. Piotra Wysockiego. Podjęto wydawanie „Gniazda” i przeprowadzono akcję odtworzenia przedwojennego sztandaru drużyny, zaginionego w czasie powstania warszawskiego. Od drugiej połowy 1947 postępował jednak stopniowy odwrót od dotychczasowej linii programowej, osadzonej w duchu przedwojennego harcerstwa, ideach skautingu i legendzie Szarych Szeregów, w kierunku tzw. „demokratyzacji” harcerstwa, to jest dostosowania go do narzuconej przez komunistyczne władze ideologii i nowego ustroju państwa. Władze zabraniały organizacji niektórych uroczystości, narzucano też odgórnie program tzw. Harcerskiej Służby Polsce (m.in. w czasie akcji letniej 1948). Zmiany w programie drużyny spowodowały odejście niektórych harcerzy, część z nich kontynuowała działalność w harcerskim chórze hm. Władysława Skoraczewskiego.
W 1949 doszło do aresztowań przez UB aktywnych członków środowiska Pomarańczarni, m.in. Michała Glinki i Jana Rodowicza „Anody”; „Anoda” zginął 9 stycznia 1949 w budynku MBP przy ul. Koszykowej, zamordowany przez funkcjonariuszy UB w nieustalonych okolicznościach. W czerwcu 1949 władze skonfiskowały świeżo odtworzony sztandar drużyny. Sztandar ten został następnie, prawdopodobnie ok. 1951, spalony wraz ze sztandarami wielu innych jednostek ZHP, przy czym palacz centralnego ogrzewania obecny przy niszczeniu sztandarów wyciął i zachował środek sztandaru z krzyżem harcerskim. Ten fragment sztandaru został zwrócony 23 WDH przez owego palacza w 1982 roku. W atmosferze coraz większych represji spotykających zarówno harcerstwo, jak i samo środowisko 23 WDH, drużyna zakończyła swą działalność w drugiej połowie 1949 roku, na krótko przed likwidacją ZHP. Przed końcem działalności formalnie utworzono szczep 23 WDH grupujący drużynę męską oraz, po raz pierwszy w historii drużyny, drużynę żeńską. Spośród harcerzy 23 WDH nielegalną działalność harcerską w ramach tzw. drugiej konspiracji harcerskiej kontynuowali m.in. Ryszard Jakubowski i Andrzej Rudnicki. W 1952 zostali za to skazani przez sąd wojskowy w Warszawie na kary odpowiednio 9 i 5 lat więzienia.

#### Po październiku 1956
W listopadzie 1956 z inicjatywy nauczyciela w Liceum Batorego Ryszarda Pietrzaka i pod jego kierownictwem reaktywowano drużynę w ramach OHPL. Na fali październikowych przemian w Polsce, po odbyciu w Łodzi przełomowego Krajowego Zjazdu Działaczy Harcerskich, w czasie którego t.zw. grupa warszawska instruktorów harcerskich z Aleksandrem Kamińskim na czele (w ich liczbie także instruktorzy 23 WDH) doprowadziła do podjęcia uchwał zmierzających do reaktywacji harcerstwa, a w szczególności przywracających nazwę i symbolikę Związku Harcerstwa Polskiego, stało się możliwe reaktywowanie drużyny na zasadach zbliżonych do obowiązujących w latach 1945-1948, z poparciem instruktorów wywodzących się z nurtu „szaroszeregowego”, częściowo także za sprawą starań uczniów, m.in. Andrzeja Trojańskiego. Jednocześnie z końcem 1956 roku zakończyła swój byt drużyna reaktywowana w ramach OHPL. W styczniu 1957 powołano Szczep 23 WDH składający się z dwóch drużyn: męskiej, którą prowadzili kolejno Andrzej Miłkowski, Antoni Lech Zawiślański oraz Tadeusz Fornal, oraz żeńskiej, prowadzonej przez Wandę Kobyłecką. Do instruktorów owego okresu należeli także Sław Milewski i Tadeusz Dmowski. W 1957 roku Szczep wziął udział w harcerskiej akcji pomocy repatriantom. Szczep zakończył działalność w 1960 roku, wobec utraty możliwości działania opartego na dotychczasowych wzorcach.

#### Reaktywacja drużyny w latach 1969-1971
Staraniem m.in. Czesława Bieleckiego i Jana Jabłkowskiego drużynę reaktywowano na jesieni 1969 roku. Wobec niezależnej, częściowo stricte opozycyjnej w stosunku do systemu komunistycznego postawy i programu znacznie odbiegającego od oficjalnych podstaw programowych ZHP, władze Liceum im. Stefana Batorego oraz Hufca ZHP Warszawa-Śródmieście represjami w stosunku instruktorów i niektórych harcerzy doprowadziły do usunięcia drużyny ze szkoły, co doprowadziło do zaprzestania działania drużyny w 1971 roku. W okresie poprzedzającym zaprzestanie działalności drużyna znalazła pomoc w hufcu Warszawa-Mokotów, m.in. od kierowanej ówcześnie przez Piotra Naimskiego 1 WDH – Czarnej Jedynki.

### Lata siedemdziesiąte i osiemdziesiąte

#### Lata siedemdziesiąte
27 września 1972 roku z inicjatywy grupy uczniów ówczesnej III klasy Liceum Batorego pod kościołem Św. Anny w Warszawie odbyła się pierwsza zbiórka harcerska. Drużyna, kierowana przez Krzysztofa Popińskiego w krótkim czasie istotnie rozwinęła swoją działalność. W 1974 roku powołano Szczep 23 WDH składający się z 3 drużyn („Płomień”, „Knieja” „Źródło”) i w miejsce dotychczasowego (do 1971) patrona, Bolesława Chrobrego, przyjęto imię Krzysztofa Kamila Baczyńskiego.
W latach 70 Szczep grupował przeciętnie 3-5 drużyn starszoharcerskich składających w 90% z uczniów Liceum Batorego. W pewnych okresach funkcjonowały także drużyny młodszoharcerskie oraz gromada zuchowa. W 1976 doszło do przejęcia przez 23 WDH młodszoharcerskiej 93 WDH. W Szczepie funkcjonowały także dwie drużyny specjalistyczne: górska „Turnia” i żeglarski „Korab”.
W 1977 roku uchwalono Konstytucję Pomarańczarni, na mocy której władza w szczepie podzielona była pomiędzy cztery podstawowe organy: Sejmik Szczepu, Krąg Instruktorów Pomarańczarni (KIP), Komendanta Szczepu oraz Radę Szczepu. W praktyce największa władza spoczywała w rękach KIP, który posiadał uprawnienia do przyznawania stopni instruktorskich, mianowania drużynowych i komendantów szczepu. Taki ustrój organizacyjny Szczepu, gwarantujący bezpośredni wpływ na działalność szczepu silnej grupy instruktorów, przetrwał do początku lat 90 XX wieku.
W szczepie powołano także Krąg Zasłużonych, do którego co roku przyjmowano wyróżniających się instruktorów i harcerzy. Pomarańczarnia, jako grupująca harcerzy starszych została przez władze ZHP formalnie włączona w skład tzw. HSPS, nigdy nie przyjęła jednak stroju i zasad tego ruchu programowego i organizacyjnego. Obozy 23 WDH organizowane były w nurcie skautowo-puszczańskim, co do zasady nie brano także udziału w ogólnych akcjach ZHP, zgrupowaniach hufca czy chorągwi. W wychowaniu młodzieży podkreślano konieczność nie narzucania światopoglądu (jak to zgodnie z założeniami programowymi miał czynić ówczesny ZHP), a umożliwienia kształtowania przez młodzież własnych poglądów, w oparciu o przekazywane wzorce.

#### Lata 80., udział wKIHAM
U schyłku lat 70, a szczególnie po przełomie roku 1980, kierowany w owym okresie przez komendanta szczepu hm. Marka Podwysockiego Szczep coraz silniej włączał się w inicjatywy środowisk niezależnych, takich jak KIHAM (reprezentantami Pomarańczarni w KIHAM byli hm Stanisław Bańkowski i hm Marek Podwysocki), środowiska kombatanckie, niezależne porozumienia i struktury harcerskie, m.in. UNDHR. Począwszy od 1983, pomimo zakazów, na obozach organizowano polowe msze święte. Skutkiem ubocznym aktywności w środowiskach niezależnych było w pierwszym okresie stanu wojennego pogorszenie stosunków Pomarańczarni z dyrekcją Liceum Batorego, która w owym okresie zachowywała kurs jednoznacznie zbieżny z polityką rządzącej partii komunistycznej. Paradoksalnie, w okresie stanu wojennego szkoła, posiadająca nieformalne wpływy we władzach partyjnych i organach bezpieczeństwa, utrzymywała swego rodzaju parasol ochronny nad Szczepem, i instruktorów Pomarańczarni za działania niezależne w zasadzie nie spotykały represje. Wobec siły i znaczenia Szczepu w owym okresie, częściowo wynikających z liczebności i jakości pracy, a częściowo z historii i tradycji „Pomarańczarni” wojennej, konflikty z dyrekcją Liceum Batorego nie miały jednak wielkich konsekwencji praktycznych. Na względną, ale bezsporną niezależność i samorządność Szczepu patrzyły przez palce także władze ZHP. Dla niezależności Szczepu w latach 70 i 80 nie bez znaczenia były również koneksje w aparacie władzy, wojsku i organach bezpieczeństwa ze strony rodziców części harcerzy.
W 1981 roku Szczep wziął udział w Jubileuszowym Zlocie 70 lecia ZHP.
Po wprowadzeniu stanu wojennego w grudniu 1981 harcerze 23 WDH uczestniczyli w Harcerskim Pogotowiu Zimowym, które, jakkolwiek pośrednio koncesjonowane przez władze wojskowe, grupowało drużyny związane z KIHAM i wywodzące się z nurtu niezależnego harcerstwa.
W latach 1983 i 1987 Pomarańczarnia wzięła udział w organizacji „Białej Służby” w czasie pielgrzymek do Polski Jana Pawła II, zaznaczając w ten sposób swoje uczestnictwo w niezależnym Ruchu Harcerskim. Szczep, kierowany w latach 1986-87 przez hm. Piotra Kostro, odegrał jedną z wiodących ról szczególnie w czasie trzeciej pielgrzymki papieża do Polski w 1987. Pomarańczarnia blisko współpracowała wtedy z innymi niezależnymi środowiskami, m.in. z 16 WDH, 6 WDH, 80 WDH, 13 WDH i 324 WDHiZ „Hawrań”. Lata 80 to okres szczytowego rozwoju powojennej „Pomarańczarni”, będącej wtedy najsilniejszym środowiskiem Hufca ZHP Warszawa-Śródmieście. Szczep liczący około 200-250 harcerzy w 4 drużynach („Płomień”, „Binduga”, „Źródło” i „Orkan”) posiadał także liczne szczepowe komórki organizacyjne takie jak Zespół Historyczny, Izba Pamięci, kancelaria Szczepu, a także własny tabor pływający i motorowy. W 1982 roku Szczep rozpoczął użytkowanie własnej bazy turystycznej, „chaty na Sokołówce”, położonej w Górach Bystrzyckich koło Polanicy-Zdroju. Lata 80 to okres rozkwitu organizowanego przez Szczep festiwalu piosenki „Morda”, który stał się wizytówką Pomarańczarni i Liceum Batorego. Od połowy lat 80 głównym organizatorem festiwalu i autorem jego ogólnopolskiego sukcesu był phm. Tomasz Kopeć. W drugiej połowie lat 80 staraniem pwd. Katarzyny Kwiatkowskiej podjęto wydawanie „Gniazda”. W 1987 utworzono piątą drużynę Szczepu, 23 WDH „Puszcza”, zrzeszającą pod kierownictwem drużynowej Joanny Herety dzieci „Nieprzetartego Szlaku”.
Do aktywnych instruktorów pierwszej połowy lat 80 należeli hm. Piotr Kostro, phm. Piotr Kabaj, pwd. Piotr Czołnik, pwd. Jarosław Czerniawski, phm. Tomasz Bieliński, pwd. Maciej Węgierek i pwd. Marek Świetlik, a w drugiej połowie lat 80 phm. Tomasz Kopeć, pwd. Marcin Czołnik, pwd. Monika Zapendowska, pwd. Grzegorz Mech, pwd. Sławomir Chmielewski i pwd. Robert Popadyniec.
Znaczna liczba harcerzy i instruktorów wzięła aktywny udział w akcji przed wyborami 4 czerwca 1989. W kwietniu 1989 samochodem 23 WDH tryumfalnie przewieziono do Huty Warszawa sztandar „Solidarności”, powracający do Huty po okresie ukrycia na plebanii żoliborskiego kościoła św. Stanisława Kostki.

### Po 1989 roku

#### Pomarańczarnia wZHR
W początkach 1989 grono instruktorskie podjęło decyzję o opuszczeniu ZHP i przystąpieniu do nowej organizacji harcerskiej, tworzonej przez instruktorów wywodzących się z Ruchu Harcerskiego. Troje instruktorów Pomarańczarni (pwd. Monika Zapendowska, pwd. Sławomir Chmielewski i pwd. Jerzy Sagan) weszło w skład członków założycieli Związku Harcerstwa Rzeczypospolitej. Cała Pomarańczarnia przeszła z ZHP do ZHR po zakończeniu akcji letniej 1989.

## Organizacja Szczepu
Szczep Pomarańczarnia, jako jeden z nielicznych w Polsce, skupia drużyny zarówno ze Związku Harcerstwa Polskiego i Związku Harcerstwa Rzeczypospolitej. Formalnie istnieją dwa środowiska, zarejestrowane w każdym ze związków.
Pomarańczarnia działa jako jeden Szczep na mocy uchwalonej w 2004 r. Konstytucji.
Konstytucja określa zadania Szczepu jako:
- tworzenie dogodnych warunków działania drużynom wchodzącym w jego skład;
- koordynację pracy drużyn oraz metodyczne i programowe jej wspieranie;
- wspieranie pracy kadry szczepu, a w szczególności drużynowych;
- inicjowanie, koordynacja i wspieranie wspólnych i samodzielnych przedsięwzięć drużyn, a w szczególności akcji letniej i zimowej;
- tworzenie wspólnoty instruktorskiej;
- dbanie o dobry wizerunek harcerstwa, szczepu i jego drużyn;
- zachowanie jedności drużyn szczepu i jego dziedzictwa.

Konstytucja definiuje także rolę komendanta szczepu, jego I zastępcy, jak również Rady Szczepu. Wyboru komendanta dokonuje złożona z drużynowych Rada Szczepu, spośród zgłoszonych kandydatów. Kandydat na komendanta musi być instruktorem harcerskim. Wybór odbywa się poprzez głosowanie tajne zwykłą większością głosów. Pierwszy zastępca komendanta wywodzi się z drugiego związku harcerskiego – wybierany jest spośród zgłoszonych instruktorów w kolejnym głosowaniu. Nie ma obowiązku rotacji. Zarówno komendant, jak i jego I zastępca są wybierani na dwuletnią kadencję. Po roku Rada Szczepu udziela bądź nie udziela absolutorium Komendzie.
Komendant może również mianować większą liczbę zastępców, np. zastępcę ds. gromad zuchowych.

## Piosenka obrzędowa Szczepu
Pieśnią obrzędową Szczepu, śpiewaną na każdym ognisku jest „Piosenka” Krzysztofa Kamila Baczyńskiego

Znów wędrujemy ciepłym krajem,
malachitową łąką morza.
Ptaki powrotne umierają
wśród pomarańczy na rozdrożach.
Na fioletowoszarych łąkach
niebo rozpina płynność arkad.
Pejzaż w powieki miękko wsiąka,
zakrzepła sól na nagich wargach.
A wieczorami w prądach zatok
noc liże morze słodką grzywą.
Jak miękkie gruszki brzmieje lato
wiatrem sparzone jak pokrzywą.
Przed fontannami perłowymi
noc winogrona gwiazd rozdaje.
Znów wędrujemy ciepłą ziemią,
znów wędrujemy ciepłym krajem.

Utwór ten jest śpiewany do muzyki skomponowanej przez Grzegorza Kuraszkiewicza. Istnieje również wersja muzyki którą stworzył Grzegorz Turnau.

## Harcerska Baza Turystyczna na Sokołówce
Od 1982 r. szczep posiada własną bazę turystyczną w Kotlinie Kłodzkiej. Chata została pozyskana od Nadleśnictwa Bystrzyca Kłodzka i znajdowała się na Sokołówce w Polanicy-Zdroju na skraju Gór Bystrzyckich. 8 lutego 2016 baza uległa całkowitemu spaleniu. W 2018 roku Harcerska Fundacja „Pomarańczarni” zakupiła nową Chatę znajdującą się w Szczytnej. Od tamtej pory odbywają się regularnie wyjazdy remontowe, w których uczestniczą byli i obecni harcerze „Pomarańczarni”.

## Harcerska Fundacja Pomarańczarni
W 1992 roku byli harcerze i instruktorzy Pomarańczarni utworzyli Harcerską Fundację „Pomarańczarni”, która zaczęła spełniać rolę koła przyjaciół harcerstwa, wspierając działalność Szczepu oraz podejmując liczne inicjatywy społeczne. Fundacja posiada status organizacji pożytku publicznego (OPP).

## Drużynowi 23 WDH „Pomarańczarnia” (w latach 1920-1974)
| lata                   | imię i nazwisko                              | uwagi |
| ---------------------- | -------------------------------------------- | --- |
| 23 listopada 1920–1923 | hm. Andrzej Starzyński                       | |
| 1923–1925              | Leszek Dulęba                                | |
| 1925–1926              | Jerzy Hryniewiecki                           | |
| 1926–1927              | Stanisław Herbst                             | |
| 1927–1932              | phm. Leszek Górski                           | |
| 1932                   | hm. Antoni Zieliński                         | |
| 1932–1937              | hm. Władysław Olędzki                        | (od października 1936 jako komendant Gniazda 23 WDH, skupiającego 3 drużyny specjalistyczne i 1 drużynę przygotowawczą) |
| 1936–1937              | phm. Stanisław Prowans                       | (drużynowy drużyny topograficznej)                                                                                      |
| 1936–1937              | phm. Andrzej Próchnicki                      | (drużynowy drużyny radiowej)                                                                                            |
| 1936–1937              | phm. Zbigniew Makowiecki                     | (drużynowy drużyny wodnej)                                                                                              |
| 1936–1937              | phm. Jan Jacek Kuna                          | (drużynowy drużyny przygotowawczej)                                                                                     |
| 1937                   | phm. Władysław Zozuliński                    | (p.o. komendanta Gniazda 23 WDH)                                                                                        |
| 1937–1938              | phm. Leszek Zieliński                        | (komendant Gniazda 23 WDH)                                                                                              |
| 1937                   | –                                            | połączenie drużyn specjalistycznych w drużynę starszą i przekształcenie drużyny przygotowawczej w drużynę młodszą       |
| 1937–1938              | phm. Jan Lukas                               | (drużynowy drużyny starszej)                                                                                            |
| 1937–1939              | hm. Jerzy Kozłowski                          | (drużynowy drużyny młodszej)                                                                                            |
| 1934–1936              | Marian Łobzowski                             | (drużynowy drużyny zuchowej)                                                                                            |
| 1937–1939              | Andrzej Drewnowski                           | (drużynowy drużyny zuchowej)                                                                                            |
| 1938                   | –                                            | powstanie Szczepu 23 WDH                                                                                                |
| 1938–1939              | hm. Lechosław Domański „Zeus”                | (komendant Szczepu 23 WDH)                                                                                              |
| 1938–1939              | hm. Tadeusz Zawadzki                         | (drużynowy drużyny starszej)                                                                                            |
| 1939                   | –                                            | w listopadzie podział na drużynę harcerską i krąg starszoharcerski                                                      |
| 1939–1942              | hm. Jerzy Kozłowski „Jurwiś”                 | (drużynowy drużyny harcerskiej)                                                                                         |
| 1942–1943              | phm. Miron Zachert-Okrzanowski               | (drużynowy drużyny harcerskiej)                                                                                         |
| 1939–1943              | hm. Tadeusz Zawadzki „Zośka”                 | (krąg starszoharcerski – od 1941 jako I Wojenna Pomarańczarnia)                                                         |
| 1943–1944              | phm. Andrzej Długoszowski „Andrzej Długi”    | (krąg starszoharcerski – II Wojenna Pomarańczarnia)                                                                     |
| 1945                   | –                                            | w kwietniu reaktywacja drużyny                                                                                          |
| 1945                   | Leszek Kołacz                                | |
| 1945                   | Jerzy Artman                                 | |
| 1945–1947              | Michał Glinka                                | |
| 1947–1949              | Lech Dzikiewicz                              | |
| 1949                   | Andrzej Brenneisen                           | |
| 1949–1956              | –                                            | przerwa w działalności drużyny po likwidacji harcerstwa przez władze;                                                   |
| 1956                   | Ryszard Pietrzak                             | (próba reaktywacji drużyny w ramach OHPL)                                                                               |
| 1957–1960              | Wanda Kobyłecka (drużynowa drużyny żeńskiej) | (po reaktywacji drużyny w ZHP)                                                                                          |
| 1957                   | Andrzej Miłkowski                            | (drużynowy drużyny męskiej) (po reaktywacji drużyny w ZHP)                                                              |
| 1957–1959              | Tadeusz Fornal (drużynowy drużyny męskiej)   | |
| 1957                   | Sław Milewski                                | (komendant Szczepu) |
| 1957–1958              | Antoni Lech Zawiślański                      | |

## Komendanci szczepu od 1974
Rok 1974 – „Pomarańczarnia” z drużyny przekształca się w szczep
| lata                 | imię i nazwisko         | uwagi                                     |
| -------------------- | ----------------------- | ----------------------------------------- |
| IX 1974 – IX 1977    | Krzysztof Popiński      |                                           |
| IX 1977 – IX 1978    | Stanisław Bańkowski     |                                           |
| IX 1978 – IX 1979    | Marta Wąsowska          |                                           |
| IX 1979 – IX 1980    | Michał Brzewski         |                                           |
| IX 1980 – VIII 1982  | Marek Podwysocki        |                                           |
| VIII 1982 – III 1983 | Stanisław Bańkowski     |                                           |
| III 1983 – IX 1983   | Maciej Węgierek         |                                           |
| IX 1983 – VIII 1984  | Marek Podwysocki        |                                           |
| VIII 1984 – IV 1986  | Tomasz Bieliński        |                                           |
| IV 1986 – VI 1987    | Piotr Kostro            |                                           |
| VI 1987 – X 1987     | Marcin Czołnik          |                                           |
| X 1987 – VI 1989     | Grzegorz Mech           |                                           |
| IX 1988 – XII 1988   | Sławomir Chmielewski    | po. komendanta                            |
| VI 1989 – X 1989     | Edyta Wieczorek         |                                           |
| XI 1989 – III 1991   | Paweł Ochwat            | początkowo przewodniczący Rady Szczepu    |
| IX 1992 – XI 1993    | Edyta Wieczorek         |                                           |
| XI 1993 – XI 1994    | Łukasz Kłopotowski      |                                           |
| XI 1994 – XII 1995   | Andrzej Mikulski        |                                           |
| IV – XI 1995         | Cezary Figurski         | po. komendanta                            |
| XII 1995 – IX 1996   | Cezary Figurski         |                                           |
| IX 1997 – V 1998     | Piotr Kołodziejczyk     | (początkowo przewodniczący Rady Szczepu)  |
| Rok 1998             |                         | Podział Szczepu między ZHR i ZHP          |
| VI 1998 – XI 2002    | Marcin Ciastoń          | ZHR                                       |
| X 2000 – XI 2002     | Piotr Kołodziejczyk     | ZHP                                       |
| XI 2002 – V 2004     | Kamila Wajszczuk        | ZHP                                       |
| XI 2002 – V 2004     | Katarzyna Ołowska       | ZHR                                       |
| Rok 2004             |                         | Wejście w życie nowej Konstytucji Szczepu |
| V 2004 – XI 2005     | Kamila Wajszczuk        | I z-ca Katarzyna Ołowska                  |
| XI 2005 – IX 2007    | Krzysztof Ołowski       | I z-ca Areta Czerwińska                   |
| IX 2007 – IX 2009    | Helena Anna Jędrzejczak | I z-ca Marta Doniec                       |
| IX 2009 – IX 2012    | Antoni Morawski         | I z-ca Karolina Kłosińska                 |
| IX 2012 – XI 2016    | Marcin Kornatowski      | I z-ca Dorota Kosińska                    |
| XI 2016 – XI 2018    | Jadwiga Pisarska        | I z-ca Natalia Byczkowska                 |
| XI 2018 – X 2019     | Aleksandra Wierzbicka   | I z-ca Alicja Chmielewska                 |
| X 2019 – XI 2021     | Alicja Chmielewska      | I z-ca Agata Wrzosek                      |
| XI 2021 – XI 2023    | Alicja Chmielewska      | I z-ca Weronika Szemant                   |
| XI 2023 – obecnie    | Agata Taranienko        | I z-ca Inga Kosturbiec                    |

## Drużyny szczepu
| Nazwa             | Rodzaj                   | Teren działania                         | Organizacja |
| ----------------- | ------------------------ | --------------------------------------- | ----------- |
| Tajemnicza Polana | gromada zuchowa          | Służew                                  | ZHP         |
| Zaczarowany Las   | gromada zuchenek         | Gocław                                  | ZHR         |
| Mleczna Droga     | gromada zuchenek         | Targówek                                | ZHR         |
| Skała             | drużyna harcerek         | Gocław                                  | ZHR         |
| Przełęcz          | drużyna harcerek         | Targówek                                | ZHR         |
| Grań              | drużyna harcerzy         | Gocław                                  | ZHR         |
| Kaskada           | drużyna harcerska        | Służew                                  | ZHP         |
| Połonina          | drużyna starszoharcerska | Służew                                  | ZHP         |
| Binduga           | drużyna wędrownicza      | Gimnazjum i Liceum im. Stefana Batorego | ZHP         |

## Znani harcerze „Pomarańczarni”
- Jędrzej Augustyński - menedżer w firmie TISSA, żołnierz AK, harcmistrz Hufców Polskich, członek Naczelnictwa HP, oficer do zleceń w Kompanii Harcerskiej Batalionu „Gustaw”, poległy w powstaniu warszawskim
- Krzysztof Kamil Baczyński – poeta, żołnierz AK, poległy w powstaniu warszawskim
- Maciej Bittner – harcerz Szarych Szeregów, pierwszy dowódca 1 kompanii „Felek” Batalionu „Zośka”
- Jan Bytnar – podporucznik Armii Krajowej, harcerz Szarych Szeregów, bohater książki Aleksandra Kamińskiego pt. Kamienie na szaniec.
- Leszek Dąbrowski – architekt i urbanista polski, dziekan Wydziału Architektury Politechniki Wrocławskiej, profesor Politechniki Szczecińskiej.
- Maciej Aleksy Dawidowski – sierżant podchorąży Armii Krajowej, bohater książki Aleksandra Kamińskiego pt. Kamienie na szaniec.
- Juliusz Demel – profesor historii, autor licznych książek i publikacji
- Leszek Dulęba – konstruktor lotniczy, współtwórca samolotów RWD
- Zbigniew Flisowski – historyk i publicysta, autor publikacji dotyczących działań morskich II wojny światowej
- Stanisław Herbst – historyk, badacz dziejów nowożytnych, varsavianista, historyk wojskowości.
- Jerzy Hryniewiecki – architekt i urbanista, współautor projektów min. katowickiego Spodka czy Stadionu X-lecia w Warszawie
- Konstanty Jeleński – ps. Kot, intelektualista, eseista, krytyk i publicysta związany z paryską „Kulturą”
- Witold Lutosławski – wybitny kompozytor, odznaczony Orderem Orła Białego
- Jan Rodowicz – żołnierz Armii Krajowej, harcerz Szarych Szeregów
- Bohdan Świderski – podporucznik Armii Krajowej, uczestnik powstania warszawskiego.
- Edward Szpilrajn (Edward Marczewski) – matematyk, profesor i rektor Uniwersytetu Wrocławskiego.
- Jan Wuttke – podporucznik Armii Krajowej, uczestnik powstania warszawskiego w szeregach batalionu „Zośka”.
- Tadeusz Wuttke – podporucznik Armii Krajowej, uczestnik powstania warszawskiego w szeregach batalionu „Zośka”.
- Ryszard Załęski – żołnierz AK, plutonowy podchorąży, uczestnik powstania warszawskiego
- Tadeusz Zawadzki – podporucznik AK, komendant GS na terenie Warszawy, bohater książki Aleksandra Kamińskiego pt. Kamienie na szaniec.
- Stanisław Ciupalski – kapral podchorąży – podharcmistrz, uczestnik powstania warszawskiego w szeregach batalionu „Zośka”.

### współcześnie
- Czesław Bielecki – polityk, architekt, działacz opozycji w PRL, poseł na Sejm III kadencji.
- Jan Jabłkowski – inżynier, dyrektor Przemysłowego Instytutu Automatyki i Pomiarów, współwłaściciel słynnej firmy Bracia Jabłkowscy, prowadzącej Dom Towarowy Braci Jabłkowskich w Warszawie
- Magdalena Jaworska – Miss Polonia 1984
- Marcin Meller, dziennikarz i prezenter telewizyjny
- Katarzyna Piekarska – polityk, w latach 1993–2007 posłanka na Sejm II, III, IV i V kadencji.
- Dorota Wellman – dziennikarka TVN
- Wojciech Zimiński – dziennikarz, artysta kabaretowy, współprowadzący program Szkło kontaktowe

## Ciekawostki
- Skrót nazwy Szczepu – Pomaton – posłużył grupie instruktorów Szczepu (Piotr Kabaj, Tomasz Kopeć, Monika Zapendowska, Piotr Kostro) jako nazwa założonej przez nich wytwórni fonograficznej (obecnie EMI Music Poland).
- W drugiej połowie lat 30. Witold Lutosławski, harcerz 23 WDH skomponował dla drużyny operę La Scautia, która była wystawiana przez harcerzy.
- W Szczepie zwyczajowo stosuje się specyficzny sznur funkcyjny koloru pomarańczowego. Oznacza on osobę pełniącą funkcje kwatermistrzowską. W wersji z ramienia – kwatermistrza Szczepu, spod ramienia – kwatermistrza drużyny.